# Joris Ivens
Joris Ivens (født 18. november 1898, død 28. juni 1989) var en hollandsk filminstruktør. Ivens er en pionerskikkelse i dokumentarfilmens historie. Hans personlige udgangspunkt i avantgardefilmen mærkes i banebrydende formeksperimenter som De brug (1928, dvs. Broen), men med sine dokumentarfilm om social uretfærdighed og krig som Misère au Borinage (1933, Elendighed i Borinage), Spanish Earth (1937) om Den Spanske Borgerkrig og den antikolonialistiske Indonesia Calling! (1946) blev han frem for nogen kendt som den allestedsnærværende forkæmper for klodens undertrykte millioner. Ivens indspillede under 2. Verdenskrig også film for den amerikanske stat, men da den kolde krig brød ud, måtte han vælge side, og han arbejdede til sin død mest i den kommunistiske verden.